# Матіас Єніш
Матіас Єніш (люксемб. Mathias Jänisch, нар. 27 серпня 1990, Рідлінген) — люксембурзький футболіст, півзахисник клубу «Дифферданж 03».
Виступав, зокрема, за клуб «Гревенмахер», а також національну збірну Люксембургу.

## Клубна кар'єра
У дорослому футболі дебютував 2006 року виступами за команду клубу «Гревенмахер», в якій провів три сезони, взявши участь у 21 матчі чемпіонату. 
До складу клубу «Дифферданж 03» приєднався 2009 року. Відтоді встиг відіграти за клуб з Дифферданжа 120 матчів в національному чемпіонаті.

## Виступи за збірну
У 2009 році дебютував в офіційних матчах у складі національної збірної Люксембургу. Наразі провів у формі головної команди країни 39 матчів, забивши 1 гол.